# Deadline - U.S.A.
Deadline - U.S.A. (bra: A Hora da Vingança; prt: A Última Ameaça) é um filme estadunidense de 1952, do gênero drama policial, escrito e dirigido por Richard Brooks para a Twentieth Century-Fox.

## Elenco
- Humphrey Bogart...Ed Hutcheson
- Ethel Barrymore...Margaret Garrison
- Kim Hunter...Nora Hutcheson
- Ed Begley...Frank Allen
- Warren Stevens...George Burrows
- Paul Stewart...Harry Thompson
- Martin Gabel...Tomas Rienzi
- Joe De Santis...Herman Schmidt
- Joyce Mackenzie...Katherine Garrison Geary
- Audrey Christie...Senhorita Willebrandt
- Fay Baker...Alice Garrison Courtney
- Jim Backus...Jim Cleary

## Sinopse
Ed Hutcheson é o editor-chefe idealista de um grande e respeitado jornal diário metropolitano chamado The Day. Ele é homem de confiança de Margaret Garrison, idosa viúva do fundador da publicação. As filhas dela e o genro especulador decidem vender o jornal para um concorrente, porém Margaret se recusa a aprovar o negócio ao descobrir que os novos proprietários vão fechar o The Day, e o caso vai a julgamento. 
Hutcheson avisa aos funcionários que o jornal provavelmente será fechado e tenta reatar com sua ex-esposa Nora. Ao mesmo tempo que prepara a saída, um repórter seu é espancado pelos homens do gângster Tomas Rienzi que domina a cidade e passa por um cidadão respeitável. Enquanto isso, o corpo de uma jovem é encontrado no rio. Ao estabelecer uma ligação entre Rienzi e esse crime, Hutcheson põe no caso todos os repórteres disponíveis, achando que esse furo jornalístico impedirá os novos proprietários de fecharem o The Day.